# Blow (singel)
"Blow" är en låt av den amerikanska sångerskan Kesha från hennes första EP-skiva, Cannibal. Den släpptes som skivans andra singel den 8 februari 2011. Kesha och Klas Åhlund skrev låten med dess producenter, Dr. Luke, Benny Blanco, Max Martin och Kool Kojak.

## Komposition
"Blow" är en electropoplåt som använder sig av en syntingiven beat som bas. Låten börjar med ett skratt som följs av ett kommando att dansa. I refrängen ändras Keshas röst till "Auto-Tunat stammande" när hon upprepar "This place about to blow" fyra gånger. I låtens stick rappar hon och hon säger till lyssnaren att "Go insane, go insane / Throw some glitter / Make it rain on 'em / Let me see them hands." Textmässigt handlar låten om en önskan att ha roligt på en klubb.

## Musikvideo
Musikvideon för "Blow" regisserades av Chris Marrs Piliero. Videon börjar med texten "No mythological creatures were harmed in the making of this video" ("Inga mytologiska varelser skadades när denna video gjordes"). Kesha ses sedan sittande med två enhörningar. Hon dricker champagne och berättar om när hon valdes till Uzbekistans parlament. Musiken startar då och Kesha ser James Van Der Beek på andra sidan rummet. Efter ögonkontakten tar Kesha av sig sin BH och Beek gör detsamma. Musiken stannar och de två går till mitten av dansgolvet och pratar med varandra, innan de utbryter i en pistolduell. De skjuter laser på varandra och dödar flertalet enhörningar. I slutet av videon visar det sig att Kesha dödade Beek och monterade upp hans huvud på väggen med texten "James Van Der Dead."

## Medverkande
- Låtskrivare – Kesha Sebert, Klas Ahlund, Lukasz Gottwald, Allan Grigg, Benjamin Levin, Max Martin
- Produktion – Dr. Luke, Max Martin, Benny Blanco, Kool Kojak
- Instrument and programmering – Dr. Luke, Max Martin, Benny Blanco, Kool Kojak
- Ljudtekniker – Emily Wright, Sam Holland, Chris "TEK" O'Ryan

## Topplistor
| Topplista (2010–11)                          | Högsta position |
| -------------------------------------------- | --------------- |
| Australien (ARIA)                            | 10              |
| Belgien (Ultratip Flandern)                  | 10              |
| Irland (IRMA)                                | 29              |
| Kanada (Canadian Hot 100)                    | 12              |
| Nya Zeeland (RIANZ)                          | 8               |
| Slovakien (IFPI)                             | 13              |
| Storbritannien (The Official Charts Company) | 80              |
| Tjeckien (IFPI)                              | 36              |
| USA Billboard Hot 100                        | 7               |
| USA Hot Dance Club Songs (Billboard)         | 34              |
| USA Pop Songs (Billboard)                    | 10              |

## Utgivningshistorik
| Land     | Datum            | Format              |
| -------- | ---------------- | ------------------- |
| USA      | 8 februari 2011  | Radio               |
| Schweiz  | 25 februari 2011 | Digital nedladdning |
| Tyskland | 22 april 2011    | CD-singel           |